# Mary Carlisle
Mary Carlisle, född Gwendolyn Witter den 3 februari 1914 i Boston i Massachusetts, död 1 augusti 2018 i Beverly Hills i Los Angeles, var en amerikansk skådespelare, sångerska och dansare. Carlisle medverkade i över 60 filmer under en 20-årsperiod, men drog sig sedan tillbaka från artistkarriären.

## Filmografi i urval
- 1932 – Grand Hotel
- 1932 – En gång i livet...
- 1933 – College Humor
- 1933 – Saturday's Millions
- 1934 – This Side of Heaven
- 1934 – Once to Every Woman
- 1934 – Murder in the Private Car
- 1934 – Handy Andy
- 1934 – Krut, kulor och kanaljer
- 1935 – One Frightened Night
- 1937 – Hjärtats nyckel heter sång
- 1938 – Swing-doktorn
- 1938 – Mänskligt villebråd
- 1938 – Min kyska fransyska
- 1939 – Rovin' Tumbleweeds
- 1940 – Det går som en dans
- 1941 – Rags to Riches